# ヨハンナ・エリーザベト・フォン・シュレースヴィヒ＝ホルシュタイン＝ゴットルプ

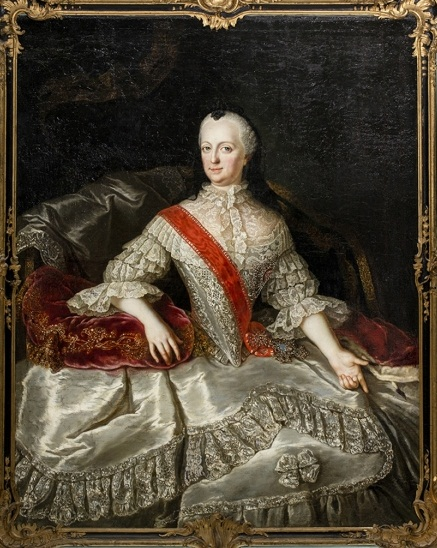
ヨハンナ・エリーザベト、1753年頃

ヨハンナ・エリーザベト・フォン・シュレースヴィヒ＝ホルシュタイン＝ゴットルプ（ドイツ語:Johanna Elisabeth von Schleswig-Holstein-Gottorf, 1712年10月24日 - 1760年5月30日）は、アンハルト＝ツェルプスト侯クリスティアン・アウグストの妃。ロシア女帝エカチェリーナ2世の母親として知られる。

## 生涯
ヨハンナはホルシュタイン＝ゴットルプ家の公子でリューベック領主司教のクリスティアン・アウグストと、その妻でバーデン＝ドゥルラハ辺境伯フリードリヒ7世マグヌスの娘であるアルベルティーナ・フリーデリケの娘として生まれた。子沢山の両親は娘の1人や2人が手許にいなくとも構わなかったので、ヨハンナは子供のないブラウンシュヴァイク＝ヴォルフェンビュッテル公アウグスト・ヴィルヘルムとその妻エリーザベト・ゾフィア・マリーの元に引き取られた。アウグスト・ヴィルヘルムの先妻がヨハンナの伯母だった縁であった。
養母は15歳になったヨハンナに結婚相手を用意し、持参金も出してやった。ヨハンナは1727年、プロイセン王フリードリヒ2世に軍人として仕えるアンハルト＝ツェルプスト侯子クリスティアン・アウグストと結婚した。結婚後、ヨハンナは夫の赴任地であるポンメルン地方のシュテッティンに移った。22歳も年の離れた夫との関係は父娘同然だった。
シュテッティンでの中年の夫との生活は退屈なものだった。アンハルト＝ツェルプスト家の家長ヨハン・アウグストには子供が無く、夫の兄ヨハン・ルートヴィヒは未婚だった。これはヨハンナがもし男子を産めば、夫と自分はアンハルト＝ツェルプスト侯の相続人として飛躍的に重要な地位を獲得し、シュテッティンでの軍人の妻の生活から脱出できることを意味した。ヨハンナにとって子供を産むことは、デンマーク・ノルウェー王フレデリク3世の曾孫という高貴な生まれの自分が、低い身分の男と結婚して地味な境遇に落ち込んでいる状態から抜け出すという政略的な目的と結びついていた。
ヨハンナは最初、長女のゾフィーを自分の弟ゲオルク・ルートヴィヒと結婚させようとしていたが、次兄のアドルフ・フリードリヒがスウェーデン王に選ばれると、ヨハンナは娘にさらなる良縁を望むようになった。期待通り、ゾフィーはロシアのエリザヴェータ女帝の甥で、後継者のピョートル（ピョートル3世）の花嫁に選ばれた。ピョートルはヨハンナの同族の従甥に当たり、ヨハンナの長兄カール・アウグストはエリザヴェータの婚約者だった。ゾフィーは正教に改宗し、洗礼名もエカチェリーナ・アレクセーエヴナに変えた。ヨハンナは娘と一緒にロシア宮廷入りしたが、野心的な振る舞いが災いしてエリザヴェータ女帝にロシアから追い出された。そしてエカチェリーナの結婚後はロシアに入国することも禁じられ、文通も許されなくなった。
ヨハンナは1747年に夫を亡くし、1752年に息子フリードリヒ・アウグストが成年に達するまでアンハルト＝ツェルプスト侯領の摂政を務めた。その後はパリに移り、1760年に同市で没した。

## 子女
夫との間に5人の子女をもうけた。
- ゾフィー・アウグステ・フリーデリケ（1729年 - 1796年） - ロシア皇帝ピョートル3世と結婚、後にロシア女帝エカチェリーナ2世
- ヴィルヘルム・クリスティアン・フリードリヒ（1730年 - 1742年）
- フリードリヒ・アウグスト（1734年 - 1793年）
- アウグステ・クリスティーネ・シャルロッテ（1736年）
- エリーザベト・ウルリケ（1742年 - 1745年）